# Gran Premio de Francia de Motociclismo de 2010
El Gran Premio de Francia de Motociclismo de 2010 (oficialmente: Monster Energy Grand Prix de France) fue la cuarta prueba del Campeonato del Mundo de Motociclismo de 2010. Tuvo lugar en el fin de semana del 21 al 23 de mayo en el Circuito Bugatti, situado a 5 km de la localidad de Le Mans (Sarthe), en los Países del Loira, Francia.
La carrera de MotoGP fue ganada por Jorge Lorenzo, seguido de Valentino Rossi y Andrea Dovizioso. Toni Elías ganó la prueba de Moto2, por delante de Julián Simón y Simone Corsi. La carrera de 125cc fue ganada por Pol Espargaró, Nico Terol fue segundo y Marc Márquez tercero.

## Resultados

### Resultados MotoGP
| Pos.    | N.º | Piloto           | Constructor | Vueltas | Tiempo       | Parrilla | Pts. |
| ------- | --- | ---------------- | ----------- | ------- | ------------ | -------- | ---- |
| 1       | 99  | Jorge Lorenzo    | Yamaha      | 28      | 44:29.114    | 2        | 25   |
| 2       | 46  | Valentino Rossi  | Yamaha      | 28      | +5.672       | 1        | 20   |
| 3       | 4   | Andrea Dovizioso | Honda       | 28      | +7.872       | 7        | 16   |
| 4       | 69  | Nicky Hayden     | Ducati      | 28      | +9.346       | 5        | 13   |
| 5       | 26  | Dani Pedrosa     | Honda       | 28      | +12.613      | 3        | 11   |
| 6       | 33  | Marco Melandri   | Honda       | 28      | +21.918      | 11       | 10   |
| 7       | 14  | Randy de Puniet  | Honda       | 28      | +29.288      | 6        | 9    |
| 8       | 40  | Héctor Barberá   | Ducati      | 28      | +33.128      | 15       | 8    |
| 9       | 41  | Aleix Espargaró  | Ducati      | 28      | +33.493      | 10       | 7    |
| 10      | 58  | Marco Simoncelli | Honda       | 28      | +33.805      | 13       | 6    |
| 11      | 7   | Hiroshi Aoyama   | Honda       | 28      | +34.346      | 14       | 5    |
| 12      | 5   | Colin Edwards    | Yamaha      | 28      | +37.123      | 8        | 4    |
| 13      | 36  | Mika Kallio      | Ducati      | 28      | +55.061      | 16       | 3    |
| Ret     | 65  | Loris Capirossi  | Suzuki      | 6       | Retirado     | 9        |      |
| Ret     | 11  | Ben Spies        | Yamaha      | 6       | Caída        | 12       |      |
| Ret     | 27  | Casey Stoner     | Ducati      | 2       | Caída        | 4        |      |
| DNS     | 19  | Álvaro Bautista  | Suzuki      |         | No participó |          |      |
| Fuente: |     |                  |             |         |              |          |      |

### Resultados Moto2
| Pos.    | N.º | Piloto              | Constructor | Vueltas | Tiempo     | Parrilla | Pts. |
| ------- | --- | ------------------- | ----------- | ------- | ---------- | -------- | ---- |
| 1       | 24  | Toni Elías          | Moriwaki    | 26      | 43:29.277  | 7        | 25   |
| 2       | 60  | Julián Simón        | Suter       | 26      | +1.336     | 9        | 20   |
| 3       | 3   | Simone Corsi        | MotoBi      | 26      | +2.831     | 8        | 16   |
| 4       | 29  | Andrea Iannone      | Speed Up    | 26      | +4.880     | 14       | 13   |
| 5       | 2   | Gábor Talmácsi      | Speed Up    | 26      | +13.293    | 19       | 11   |
| 6       | 40  | Sergio Gadea        | Pons Kalex  | 26      | +13.415    | 6        | 10   |
| 7       | 14  | Ratthapark Wilairot | Bimota      | 26      | +14.294    | 12       | 9    |
| 8       | 10  | Fonsi Nieto         | Moriwaki    | 26      | +14.554    | 5        | 8    |
| 9       | 65  | Stefan Bradl        | Suter       | 26      | +23.503    | 35       | 7    |
| 10      | 44  | Roberto Rolfo       | Suter       | 26      | +23.687    | 10       | 6    |
| 11      | 45  | Scott Redding       | Suter       | 26      | +23.959    | 21       | 5    |
| 12      | 68  | Yonny Hernández     | BQR-Moto2   | 26      | +24.955    | 24       | 4    |
| 13      | 52  | Lukáš Pešek         | Moriwaki    | 26      | +25.068    | 22       | 3    |
| 14      | 25  | Alex Baldolini      | I.C.P.      | 26      | +26.023    | 28       | 2    |
| 15      | 71  | Claudio Corti       | Suter       | 26      | +28.765    | 13       | 1    |
| 16      | 6   | Alex Debón          | FTR         | 26      | +32.240    | 3        |      |
| 17      | 59  | Niccolò Canepa      | Force GP210 | 26      | +33.607    | 18       |      |
| 18      | 41  | Arne Tode           | Suter       | 26      | +34.789    | 26       |      |
| 19      | 12  | Thomas Lüthi        | Moriwaki    | 26      | +43.180    | 17       |      |
| 20      | 63  | Mike Di Meglio      | Suter       | 26      | +43.522    | 29       |      |
| 21      | 61  | Vladimir Ivanov     | Moriwaki    | 26      | +47.761    | 34       |      |
| 22      | 53  | Valentin Debise     | ADV         | 26      | +51.571    | 38       |      |
| 23      | 39  | Robertino Pietri    | Suter       | 26      | +59.692    | 33       |      |
| 24      | 5   | Joan Olivé          | Promoharris | 26      | +59.939    | 37       |      |
| 25      | 88  | Yannick Guerra      | Moriwaki    | 26      | +1:07.377  | 40       |      |
| 26      | 8   | Anthony West        | MZ-RE Honda | 26      | +1:16.171  | 32       |      |
| 27      | 21  | Vladimir Leonov     | Suter       | 26      | +1:16.528  | 41       |      |
| 28      | 95  | Mashel Al Naimi     | BQR-Moto2   | 26      | +1:20.977  | 39       |      |
| 29      | 76  | Bernat Martínez     | Bimota      | 26      | +1:22.982  | 36       |      |
| 30      | 77  | Dominique Aegerter  | Suter       | 24      | +2 vuelta  | 30       |      |
| Ret     | 55  | Héctor Faubel       | Suter       | 16      | Retirado   | 27       |      |
| Ret     | 75  | Mattia Pasini       | MotoBi      | 7       | Colisión   | 31       |      |
| Ret     | 48  | Shoya Tomizawa      | Suter       | 7       | Colisión   | 15       |      |
| Ret     | 16  | Jules Cluzel        | Suter       | 6       | Caída      | 4        |      |
| Ret     | 19  | Xavier Siméon       | Moriwaki    | 6       | Caída      | 11       |      |
| Ret     | 15  | Alex de Angelis     | Force GP210 | 6       | Colisión   | 16       |      |
| Ret     | 35  | Raffaele De Rosa    | Tech 3      | 5       | Caída      | 20       |      |
| Ret     | 80  | Axel Pons           | Pons Kalex  | 5       | Mechanical | 23       |      |
| Ret     | 9   | Kenny Noyes         | Promoharris | 4       | Caída      | 1        |      |
| Ret     | 72  | Yuki Takahashi      | Tech 3      | 4       | Caída      | 2        |      |
| Ret     | 17  | Karel Abraham       | FTR         | 1       | Colisión   | 25       |      |
| Fuente: |     |                     |             |         |            |          |      |

### Resultados 125cc
| Pos.    | N.º | Piloto               | Constructor | Vueltas | Tiempo    | Parrilla | Pts. |
| ------- | --- | -------------------- | ----------- | ------- | --------- | -------- | ---- |
| 1       | 44  | Pol Espargaró        | Derbi       | 24      | 41:52.280 | 2        | 25   |
| 2       | 40  | Nico Terol           | Aprilia     | 24      | +0.957    | 1        | 20   |
| 3       | 93  | Marc Márquez         | Derbi       | 24      | +4.428    | 4        | 16   |
| 4       | 7   | Efrén Vázquez        | Derbi       | 24      | +4.736    | 12       | 13   |
| 5       | 38  | Bradley Smith        | Aprilia     | 24      | +5.143    | 5        | 11   |
| 6       | 11  | Sandro Cortese       | Derbi       | 24      | +5.847    | 3        | 10   |
| 7       | 12  | Esteve Rabat         | Aprilia     | 24      | +11.047   | 10       | 9    |
| 8       | 71  | Tomoyoshi Koyama     | Aprilia     | 24      | +11.165   | 6        | 8    |
| 9       | 99  | Danny Webb           | Aprilia     | 24      | +37.808   | 8        | 7    |
| 10      | 39  | Luis Salom           | Aprilia     | 24      | +39.585   | 11       | 6    |
| 11      | 14  | Johann Zarco         | Aprilia     | 24      | +40.519   | 9        | 5    |
| 12      | 53  | Jasper Iwema         | Aprilia     | 24      | +40.817   | 15       | 4    |
| 13      | 94  | Jonas Folger         | Aprilia     | 24      | +42.149   | 13       | 3    |
| 14      | 35  | Randy Krummenacher   | Aprilia     | 24      | +44.741   | 7        | 2    |
| 15      | 26  | Adrián Martín        | Aprilia     | 24      | +46.320   | 16       | 1    |
| 16      | 5   | Alexis Masbou        | Aprilia     | 24      | +46.503   | 18       |      |
| 17      | 23  | Alberto Moncayo      | Aprilia     | 24      | +46.979   | 17       |      |
| 18      | 78  | Marcel Schrötter     | Honda       | 24      | +59.626   | 20       |      |
| 19      | 84  | Jakub Kornfeil       | Aprilia     | 24      | +59.770   | 23       |      |
| 20      | 50  | Sturla Fagerhaug     | Aprilia     | 24      | +1:04.405 | 21       |      |
| 21      | 69  | Louis Rossi          | Aprilia     | 24      | +1:05.731 | 22       |      |
| 22      | 60  | Michael van der Mark | Lambretta   | 24      | +1:28.928 | 25       |      |
| 23      | 82  | Kevin Szalai         | Honda       | 24      | +1:47.143 | 28       |      |
| 24      | 81  | Grégory Di Carlo     | Honda       | 23      | +1 vuelta | 27       |      |
| 25      | 63  | Zulfahmi Khairuddin  | Aprilia     | 23      | +1 vuelta | 24       |      |
| 26      | 83  | Morgan Berchet       | Honda       | 23      | +1 vuelta | 26       |      |
| Ret     | 72  | Marco Ravaioli       | Lambretta   | 18      | Retirado  | 29       |      |
| Ret     | 51  | Riccardo Moretti     | Aprilia     | 16      | Retirado  | 14       |      |
| Ret     | 32  | Lorenzo Savadori     | Aprilia     | 6       | Caída     | 19       |      |
| Fuente: |     |                      |             |         |           |          |      |